# Mouzay (Indre-et-Loire)
Mouzay ist eine Gemeinde im französischen Département Indre-et-Loire in der Region Centre-Val de Loire. Sie gehört zum Kanton Descartes und zum Arrondissement Loches. 

## Lage
Mouzay liegt am Oberlauf des Flüsschens Ligoire. Die Gemeinde grenzt im Nordwesten an Manthelan, im Norden an Dolus-le-Sec, im Nordosten an Chanceaux-près-Loches, im Osten an Loches, im Süden an Varennes, im Südwesten an Ciran und im Westen an Vou.

## Bevölkerungsentwicklung
| Jahr      | 1962 | 1968 | 1975 | 1982 | 1990 | 1999 | 2008 | 2015 |
| --------- | ---- | ---- | ---- | ---- | ---- | ---- | ---- | ---- |
| Einwohner | 527  | 471  | 382  | 354  | 438  | 463  | 478  | 479  |

## Sehenswürdigkeiten
- Kirche Saint-Philippe-Saint-Jacques

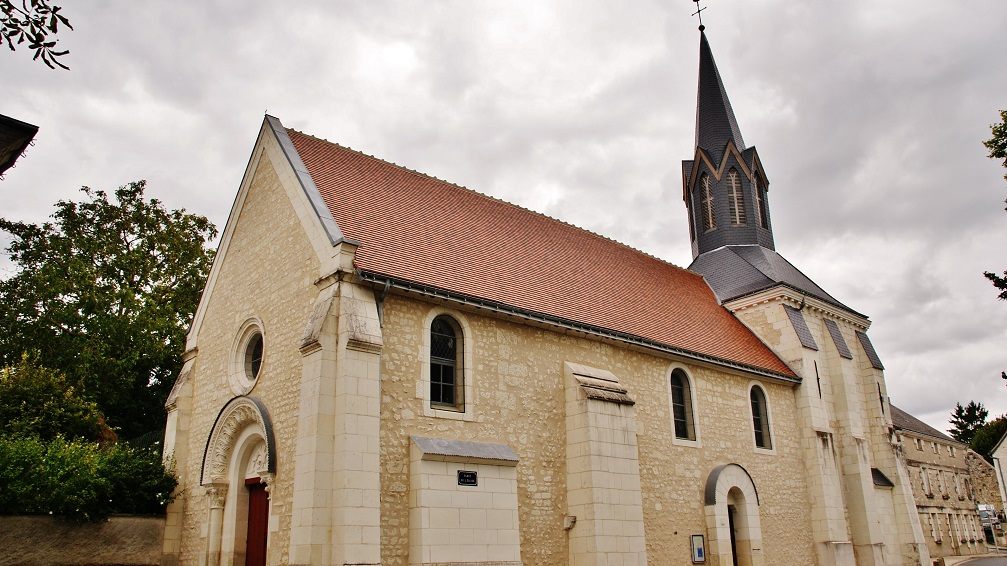
Kirche Saint-Philippe-Saint-Jacques